# 塞瓦斯托波爾圍城戰 (1854年—1855年)
塞瓦斯托波爾圍城戰（1854年-1855年）是克里米亞戰爭期間的一場戰役，雙方僵持了整整一年，最後法英聯軍在付出巨大伤亡后惨勝。
1854年9月，英國、法國以及薩丁尼亞王國在克里米亞登陸並開始圍攻塞瓦斯托波爾，因為它是俄羅斯黑海艦隊的基地。10月起，聯軍工兵開始築堡壘，掘戰壕和運送更多大砲去前線。
由於指揮官亚历山大·谢尔盖耶维奇·缅什科夫和俄羅斯正規軍早已撤離，所以守護塞瓦斯托波爾的只有4,500名民兵，2,700名砲兵，4,400名海軍，18,500名水手和5,000名工人，合計僅有35,000人，但他們不放棄每個裝備，全都拿去維修。到了10月中，聯軍已有120門大砲可以發動攻擊，但俄軍努力了多日後有約360門大砲反擊。
嚴格來說，戰役始於10月17日，俄軍砲轟法國的火藥庫，壓制了法軍火力。但在英軍的猛烈砲轟下，俄軍指揮官弗拉基米爾·科爾尼洛夫陣亡，俄軍火力受壓。不過聯軍沒有派步兵上陣，錯失了一舉消滅守軍的時機。聯軍的軍艦亦對塞瓦斯托波爾發動攻擊，但作用不大。
十一月，惡劣的天氣破壞了聯軍的營地和補給線，對聯軍造成一大打擊。後來俄軍狙擊手射殺了不少敵人，聯軍工兵加緊掘戰壕，壕戰開始。
冬天過後，補給線恢復，援軍趕到。四月，500門大砲已經全部署好，聯軍恢復砲轟。7月12日，另一名俄軍指揮官帕維爾·斯捷潘諾維奇·納希莫夫陣亡。三個月內，因長時間的圍困和馬拉科夫戰役失利，漸漸失去鬥志的俄軍投降，塞瓦斯托波爾被攻克。
雖然聯軍於此役中損失慘重，但塞瓦斯托波爾的陷落，決定了俄羅斯在克里米亞戰爭中的敗局。